# Irén Daruházi-Karcsics
Irén Daruházi-Karcsics (ur. 17 marca 1927 w Budapeszcie, zm. 13 października 2011 tamże) – węgierska gimnastyczka. Medalistka Letnich Igrzysk Olimpijskich 1948 i Letnich Igrzysk Olimpijskich 1952.